# 鳥取県議会
鳥取県議会（とっとりけんぎかい）は、鳥取県に設置されている地方議会である。

## 概要

### 任期
4年。議会解散が実施されれば任期満了前であっても議員任期は終了する。

### 定数
35。

### 選出方法
中選挙区制と小選挙区制を実施。

### 事務局
県議会を補助する事務組織として「議会事務局」が置かれている。
- 総務課
- 調査課
- 議事・法務政策課
- 図書室

## 会派
| 会派名                 | 議員数 | 所属党派                                              | 女性議員数 | 女性議員の比率(%) |
| ---------------------- | ------ | ----------------------------------------------------- | ---------- | ----------------- |
| 鳥取県議会自由民主党   | 19     | 自由民主党17人 無所属2人                              | 1          | 5.3               |
| 鳥取県議会民主とっとり | 6      | 立憲民主党                                            | 2          | 33.3              |
| 公明党鳥取県議会議員団 | 3      | 公明党                                                | 0          | 0                 |
| 無所属                 | 7      | 立憲民主党1人 日本維新の会1人 日本共産党1人 無所属4人 | 3          | 42.9              |
| 計                     | 35     |                                                       | 6          | 17.1              |

## 選挙区・有権者数
| 選挙区       | 定数 | 市町村       | 有権者数 |
| ------------ | ---- | ------------ | -------- |
| 鳥取市選挙区 | 12   | 鳥取市       | 155,147  |
| 米子市選挙区 | 9    | 米子市       | 122,487  |
| 倉吉市選挙区 | 3    | 倉吉市       | 38,832   |
| 境港市選挙区 | 2    | 境港市       | 28,338   |
| 岩美郡選挙区 | 1    | 岩美郡岩美町 | 9,690    |
| 八頭郡選挙区 | 2    | 八頭郡       | 22,923   |
| 東伯郡選挙区 | 3    | 東伯郡       | 46,035   |
| 西伯郡選挙区 | 2    | 西伯郡       | 34,682   |
| 日野郡選挙区 | 1    | 日野郡       | 9,125    |
|              | 35   |              | 467,259  |

1票の格差は1.9倍である。　2021/6/1現在
西伯郡日吉津村（米子市のみに隣接し、西伯郡の他の町とは隣接していない）は西伯郡選挙区の飛地となる。

## 歴代正副議長

### 議長
議長は以下の通り
- 1、 岡崎平内 - 明治15. 1.27
- 2、 岡崎平内 - 明治16. 6.25
- 3、 木下荘平 - 明治17. 3.21
- 4、木下荘平 - 明治18. 6.22
- 5、 中井静雄 - 明治18.12.16
- 6、 田中政春 - 明治20. 3.14
- 7、 木下荘平 - 明治21.11.24
- 8、 田中政春 - 明治22. 3.21
- 9、 門脇重雄 - 明治24. 3. 9
- 10、 田中政春 - 明治24.11. 2

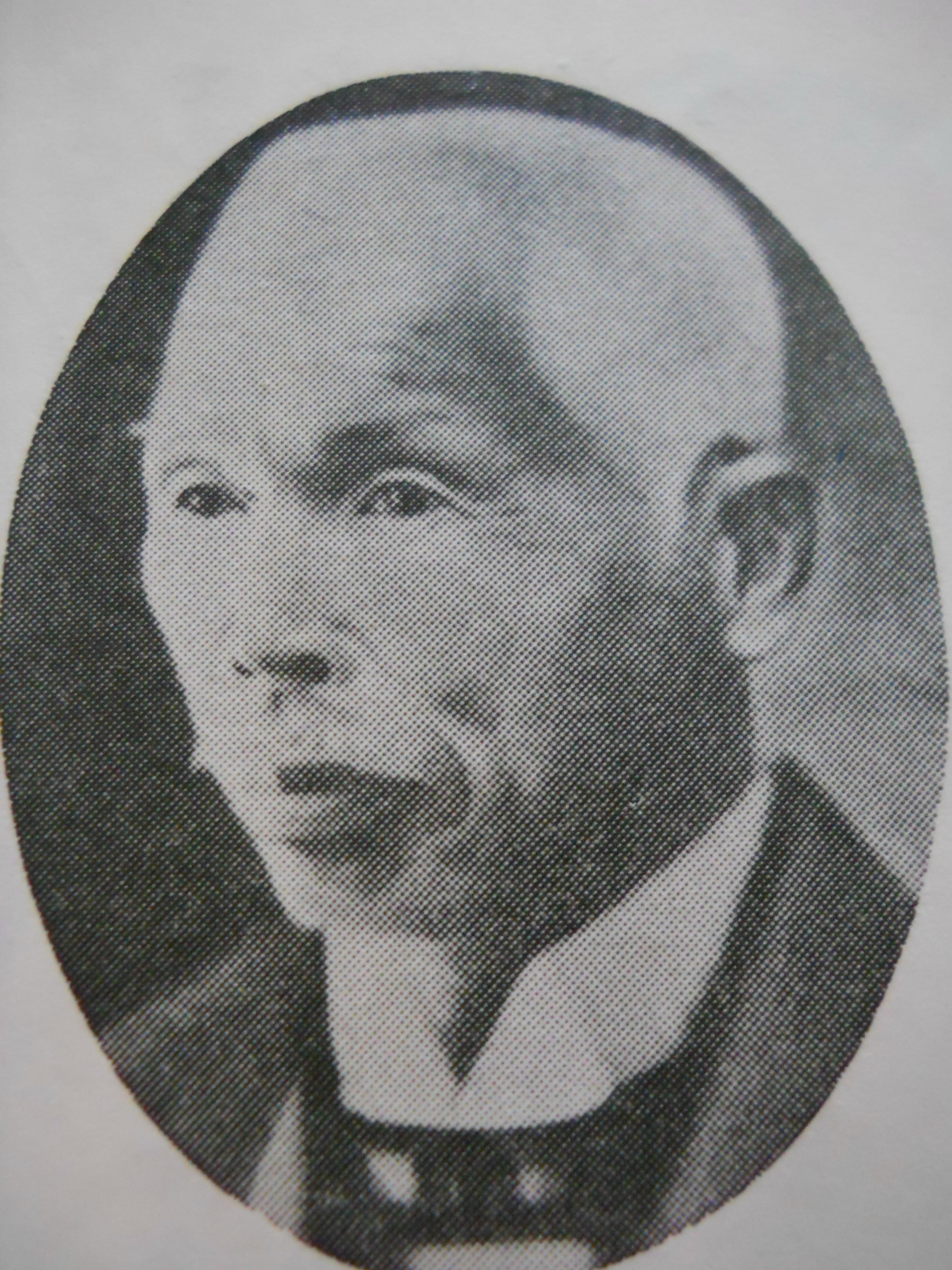
稲賀龍二
（第15代県会議長）

- 11、 石谷董九郎 - 明治26. 3.23
- 12、山瀬幸人 - 明治27. 9.22
- 13、 山瀬幸人 - 明治28. 3.23
- 14、 山瀬幸人 - 明治28. 6.28
- 15、 稲賀龍二 - 明治30. 5.17
- 16、 田中政春 - 明治30. 7.15
- 17、 田中政春 - 明治30.10.28
- 18、 石谷源蔵  - 明治30.11. 2
- 19、 田中政春 - 明治31.11. 5
- 20、 木村安蔵  - 明治32. 3. 7
- 21、岩崎吉太郎 - 明治32.10.21

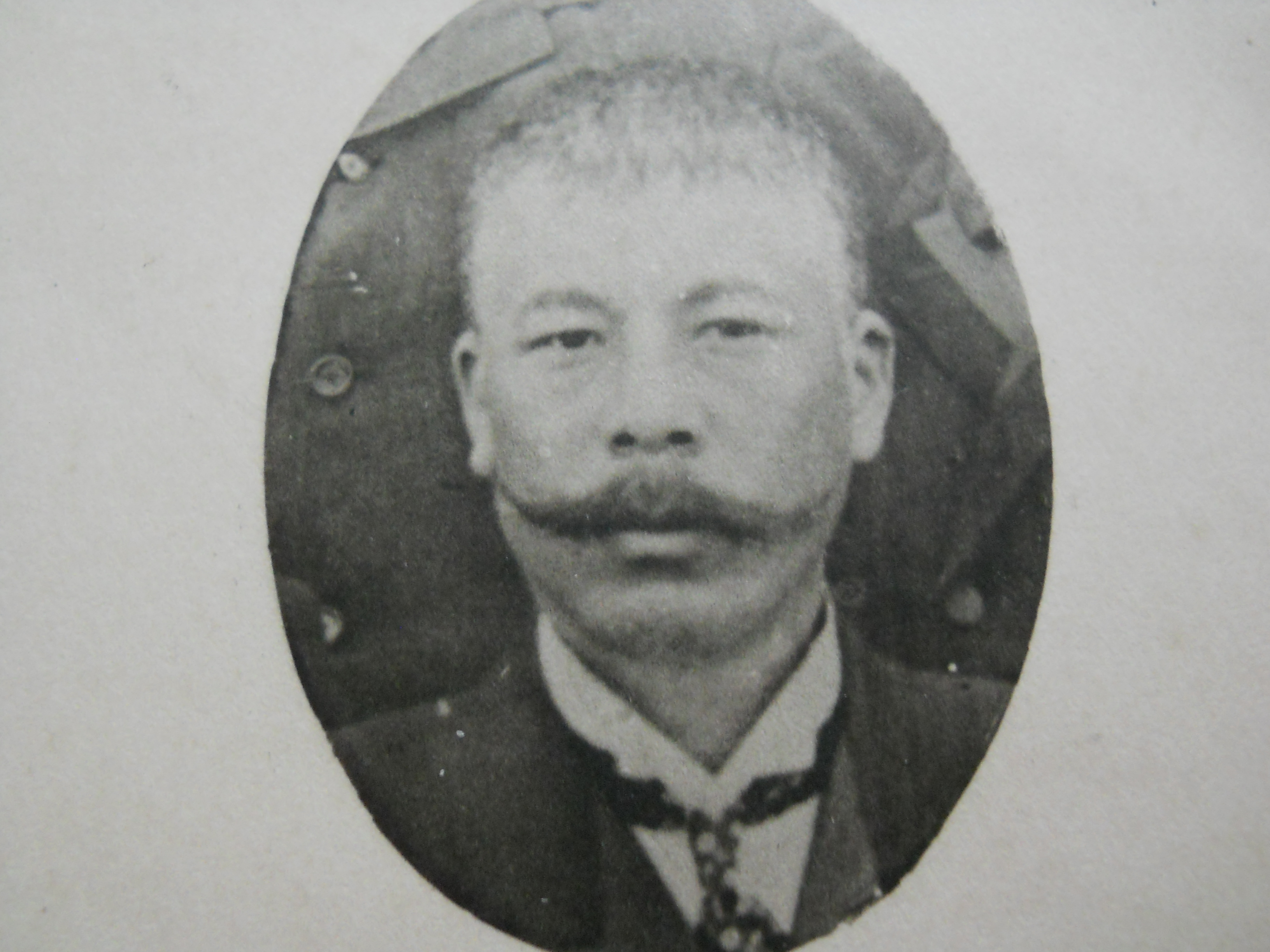
渡辺駛水
（第22、23代県会議長）

- 22、 渡辺駛水  - 明治34.11.30
- 23、 渡辺駛水 - 明治36.10.19
- 24、 田中永治  - 明治40.10.14
- 25、 井上皎 - 明治44.10.13
- 26、 岩崎吉太郎 - 大正4.10.13
- 27、 山本熊吉 - 大正8.10.28
- 28、 田中信一 - 大正10. 3.25
- 29、 足羽章兮 - 大正12.10.18
- 30、酒井虎蔵 - 大正15.12.14
- 31、 田江泰造 - 昭和2.10.30
- 32、 米原章三 - 昭和3.12. 7
- 33、 米原章三 - 昭和6.10.19
- 34、 本城藤造 - 昭和7. 9.20
- 35、 井上光美 - 昭和7.11.24
- 36、 松田昌造 - 昭和9. 3.28
- 37、 井上光美 - 昭和10.10.18
- 38、 景山圭一 - 昭和13.11.24
- 39、 黒田藤重 - 昭和14. 9.21
- 40、 田中信義 - 昭和16.11.27
- 41、 中田吉雄 - 昭和22. 5.31
- 42、 浜口虎太郎 - 昭和25. 5. 2
- 43、 沢住辰蔵 - 昭和26. 5.19
- 44、 沢住辰蔵 - 昭和26. 9.27
- 45、 木島公之 - 昭和27. 6.24
- 46、 土谷栄一 - 昭和28. 9.16
- 47、 土谷栄一 - 昭和30. 5.16
- 48、 木島公之 - 昭和31. 6. 9
- 49、 小林正隆 - 昭和33. 3.29
- 50、 森本繁蔵 - 昭和34. 5. 7
- 51、 井上安栄 - 昭和35. 7. 4
- 52、 藤井政雄 - 昭和36. 7. 2
- 53、 竹中栄 - 昭和37. 7. 5
- 54、 木島公之 - 昭和38. 5.14
- 55、 島田安夫 - 昭和39. 9.25
- 56、 太田実太郎 - 昭和40.12.14
- 57、 土谷栄一 - 昭和42. 5.16
- 58、 上根政幸 - 昭和43.10. 1
- 59、 藤井政雄 - 昭和44.12. 4
- 60、 角田勇一 - 昭和46. 5.14
- 61、 林原嘉武 - 昭和48. 6.30
- 62、 土谷栄一 - 昭和50. 5.15
- 63、 浜崎芳宏 - 昭和52. 3.25
- 64、 松原一男 - 昭和54. 5. 8
- 65、 広田藤衛 - 昭和56. 6.29
- 66、 伊藤武夫 - 昭和58. 5.10
- 67、 野津英顕 - 昭和60. 6.25
- 68、 山本昇造 - 昭和61. 7.18
- 69、 山口享 - 昭和62. 5. 6
- 70、 原田一雄 - 平成 2. 9.28
- 71、 花本美雄 - 平成 3. 5. 8
- 72、 長谷川和夫 - 平成 5. 6.22
- 73、 井上万吉男 - 平成 7. 5. 9
- 74、 藤井省三 - 平成9. 6. 2
- 75、 廣江弌 - 平成11. 5.10
- 76、 村田実 - 平成13. 6.14
- 77、 石黒豊 - 平成14. 3.20
- 78、 前田宏 - 平成15. 5. 9
- 79、 山根英明 - 平成18. 6.19
- 80、 鉄永幸紀 - 平成19. 5.10
- 81、 小谷茂 - 平成21. 6. 5
- 82、 伊藤美都夫 - 平成23. 5. 9
- 83、 野田修 - 平成25. 9.11
- 84、 斉木正一 - 平成27. 5. 8
- 85、 稲田寿久 - 平成29. 6. 9
- 86、藤縄喜和 - 令和元. 5. 10
- 87、内田博長 - 令和3.6.14
- 88、浜崎晋一 - 令和5.5.10

### 副議長
副議長は以下の通り
- 1、 遠藤春彦 - 明治15. 1.27
- 2、 雑賀寛徳 - 明治15. 6.22
- 3、 中井静雄 - 明治16. 6.25
- 4、 中井静雄 - 明治18. 6.22
- 5、 田中政春 - 明治18.12.16
- 6、 中井静雄 - 明治20. 3.14
- 7、 門脇重雄 - 明治22. 2.21
- 8、 石谷董九郎 - 明治24. 3. 9
- 9、 入沢格治 - 明治26. 3.13
- 10、 入沢格治 - 明治28. 3.25
- 11、 河崎鉄蔵 - 明治28. 6.29
- 12、 稲賀龍二 - 明治29.11. 2
- 13、 平井致道 - 明治30. 5.17
- 14、 平井致道 - 明治30. 5.19
- 15、 鷲見康重 - 明治30. 7.14
- 16、 鷲見康重 - 明治30.10.28
- 17、 鷲見康重 - 明治32. 3. 7
- 18、 広富政蔵 - 明治32.10.21
- 19、 野波令蔵 - 明治36.10.19
- 20、 大森経蔵 - 明治40.10.14
- 21、 足羽章兮 - 明治44.10.13
- 22、 石谷良造 - 明治44.10.14
- 23、 細田信太郎 - 大正 4.10.14
- 24、 林秀蔵 - 大正 6.11.30
- 25、 田江泰造 - 大正 8.10.28
- 26、 青砥吉寿郎 - 大正11.12. 2
- 27、 浜本房蔵 - 大正12.10.18
- 28、 井上光美 - 昭和 2.10.30
- 29、 本城藤造 - 昭和 5.11.20
- 30、 松田昌造 - 昭和 6.10.19
- 31、 金田秀平 - 昭和 7.12.21
- 32、 景山圭一 - 昭和 8.12. 5
- 33、 永井貞録 - 昭和 9.12.19
- 34、 野坂寛治 - 昭和10.10.18
- 35、 宮野正一 - 昭和13.11.24
- 36、 小椋重朗 - 昭和14.10.21
- 37、 中村辰雄 - 昭和16.11.27
- 38、 佐々木顕一 - 昭和22. 5.31
- 39、 三橋誠 - 昭和26. 5.19
- 40、 三橋誠 - 昭和26. 9.27
- 41、 竹中栄 - 昭和27. 6.24
- 42、 山家一太郎 - 昭和28. 9.16
- 43、 上安栄 - 昭和30. 5.16
- 44、 長谷川利隆 - 昭和31. 6. 9
- 45、 藤井政雄 - 昭和33. 3.29
- 46、 竹の家啓三郎 - 昭和34. 5. 7
- 47、 入沢輝 - 昭和35. 7. 4
- 48、 上根政幸 - 昭和36. 7. 2
- 49、 秋久勲 - 昭和37. 7. 5
- 50、 栗林力吉 - 昭和38. 5.14
- 51、 前田玄一 - 昭和39. 9.25
- 52、 小谷善高 - 昭和40.12.14
- 53、 広田藤衛 - 昭和42. 5.16
- 54、 伊藤武夫 - 昭和43.10. 1
- 55、 松原一男 - 昭和44.12. 4
- 56、 山本昇造 - 昭和46. 5.14
- 57、 生田泰治 - 昭和48. 6.30
- 58、 寺谷英太郎 - 昭和50. 5.15
- 59、 堀安成文 - 昭和52. 7.14
- 60、 野津英顕 - 昭和54. 5. 8
- 61、 広島了輔 - 昭和56. 6.29
- 62、 山口享 - 昭和58. 5.10
- 63、 窪田多喜雄 - 昭和60. 6.25
- 64、 三森政治 - 昭和62. 5. 6
- 65、 長谷川和夫 - 平成元. 9.26
- 66、 常田享詳 - 平成 3. 5. 8
- 67、 柳谷中 - 平成 5. 6.22
- 68、 前田宏 - 平成 7. 5.10
- 69、 福谷勝三 - 平成 9. 6. 2
- 70、 広田喜代治 - 平成11. 5.10
- 71、 山根英明 - 平成13. 6.14
- 72、 中尾享 - 平成15. 5. 9
- 73、 初田勲 - 平成17. 7. 5
- 74、 上村忠史 - 平成19. 5.10
- 75、斉木正一 - 平成21. 6. 5
- 76、 稲田寿久 - 平成23. 5. 9
- 77、 前田八壽彦 - 平成25. 9.11
- 78、 藤縄喜和 - 平成27. 5. 8
- 79、 福間裕隆 - 平成29. 6. 9
- 80、福田俊史 - 令和元. 5. 10
- 81、広谷直樹 - 令和3.6.14
- 82、野坂道明 -令和5.5.10

## 主な鳥取県議会議員出身者
- 川上義博
- 湯原俊二
- 門脇重雄
- 堀安成文
- 永井貞録
- 安田貞栄
- 広島了輔
- 織田収
- 藤井一博